# SCM Râmnicu Vâlcea
SCM Râmnicu Vâlcea er en håndboldklub fra Râmnicu Vâlcea i Rumænien
De vandt Cup Winners' Cup i 2007. Holdet havde tidligere været i finalen i samme turnering i 2002.
I 2007 vandt holdet endvidere Champions Trophy-titlen med en finalesejr på 31-23 over HC Lada Togliatti.
I 2013, ændrede klubben navn fra CS Oltchim Râmnicu Vâlcea til HCM Râmnicu Vâlcea, efter at klubben havde økonomiske problemer.

## Meritter
Nationale titler
- Rumænsk mester: 1989, 1990, 1991, 1993, 1994, 1995, 1996, 1997, 1998, 1999, 2000, 2002, 2007, 2008, 2009, 2010, 2011, 2012, 2013, 2019
- Rumænsk pokalvinder: 1984, 1990, 1992, 1993, 1994, 1995, 1996, 1997, 1998, 1999, 2001, 2002, 2007, 2011
- Rumænsk Super Cup-vinder: 2007, 2011, 2018

Bedste internationale resultater
- EHF Champions League: Finalist 2010
- Cup Winners' Cup: Vinder 2007, finalist 2002, semifinalist 1987, 1993.
- Champions Trophy: Vinder 2007.
- IHF Cup: Vinder 1984, 1989.

## Arena
- Navn: Sala Sporturilor Traian
- By: Râmnicu Vâlcea, Rumænien
- Kapacitet: 3,200 tilskuere

## Spillertruppen 2021-22
| Målvogtere - 01 Daciana Hosu - 26 Isabell Roch - 77 Sara Rus Fløjspillere LW - 22 Cristina Florica (c) - 88 Roberta Stamin - 89 Corina Lupei RW - 07 Jevgenia Levsjenko - 14 Željka Nikolić Stregspillere - 06 Asma Elghaoui - 08 Bobana Klikovac - 30 Daniela Marin | Bagspillere LB - 09 Olga Gorsjenina - 23 Irina Glibko - 92 Raluca Dăscălete CB - 24 Elena Dache - 71 Kristina Liščević RB - 18 Daria Bucur - 99 Mireya González |

### Transfers
| Tilgange | Afgange |

### Trænerteam
- Præsident: Florin Verigeanu
- Cheftræner: Bent Dahl
- Assistenttræner: Daniela Joița
- Holdlæge: Carmen Udrea
- Massør: Andrei Bulearga, Robert Tănăsescu
- Fitness coach: Aleksandar Tungunz

### Tidligere spillere
| - Carmen Amariei - Valentina Ardean-Elisei - Valeria Motogna-Beșe - Aurelia Brădeanu - Mihaela Ciobanu - Valentina Cozma - Luminița Dinu-Huțupan - Lidia Drăgănescu - Ramona Farcău - Simona Gogîrlă - Narcisa Lecușanu - Sorina Lefter - Steluța Luca - Oana Manea - Edit Matei | - Cristina Neagu - Adriana Nechita - Ionela Stanca - Mariana Tîrcă - Maria Török-Duca - Paula Ungureanu - Cristina Vărzaru - Alexandrina Barbosa - Silvia Navarro - Amandine Leynaud - Allison Pineau - Katarina Bulatović - Ekaterina Vetkova - Yeliz Özel - Julija Managarova |